# جوراکلا
جوراکلا، روستایی است از منطقهٔ چهارمحل آهی از توابع بخش مرکزی شهرستان محمودآباد در استان مازندران ایران.
جوراکلا در ۸ کیلومتری شرق محمودآباد و ۲۸کیلومتری غرب فریدون‌کنار قرار دارد.
فاصله این روستا تا دریا ۳کیلومتر می‌باشد. جوراکلا دومین روستای بزرگ و پرجمعیت دهستان هرازپی غربی می‌باشد.

## جمعیت
این روستا در دهستان هرازپی غربی قرار دارد و براساس سرشماری مرکز آمار ایران در سال ۱۳۸۵، جمعیت آن ۹۸۰ نفر (۳۰۰خانوار) بوده‌است.

## امام زاده

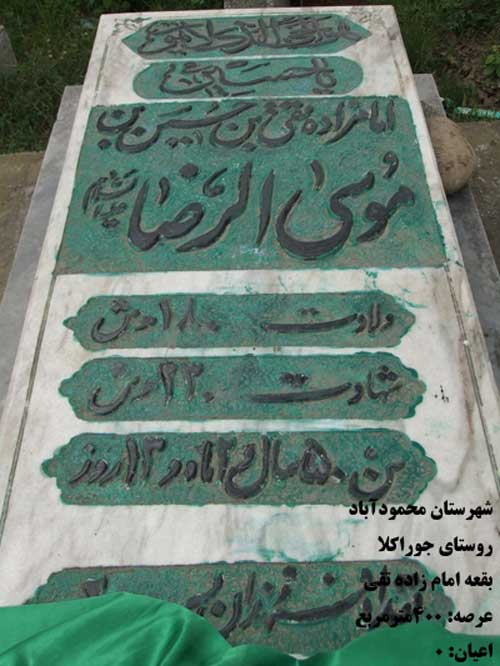
امام زاده تقی در جوراکلا

این روستا آرامگاه و مدفن امام زاده تقی است. مزار این امام زاده در کنار آقا دار است.